# Zwartstipbladroller
De zwartstipbladroller (Gynnidomorpha vectisana) is een vlinder uit de familie bladrollers (Tortricidae). De wetenschappelijke naam is voor het eerst geldig gepubliceerd in 1845 door Humphreys & Westwood.
De soort komt voor in Europa.